# Aldo Biscardi
Pour les articles homonymes, voir Biscardi.
Aldo Biscardi (né à Larino (Italie) le 26 novembre 1930 et mort à Rome (Italie) le 8 octobre 2017) est un journaliste et animateur de télévision italien, connu pour être le concepteur et animateur de l'émission critique sur le football, Il processo di Biscardi ou Il processo del lunedì.

## Biographie
Originaire de Larino, dans la province de Campobasso, Aldo Biscardi est diplômé en droit de l'université de Naples. En 1952, il commence à travailler au quotidien napolitain Il Mattino. En 1956, il devient éditeur sportif du journal de sport Paese Sera, dont il devient rédacteur en chef.
En 1979, il commence une carrière à la télévision, en prenant en charge les émissions sportives de Rai3 et en 1980, il anime des programmes sur plusieurs chaînes, gagnant en popularité par son style de discussion « terre à terre », ses gaffes linguistiques et ses jeux de mots.
En 1980, Biscardi lance sa création sur Rai3, Il processo del lunedì (it). Dans la première série, Enrico Ameri (it) présente le spectacle suivi par Marino Bartoletti (it), avec Biscardi prenant le rôle de rédacteur en arrière plan.
En 1993, Biscardi rejoint à Tele+ prenant en charge la gamme des sports offerts par ce canal, en réintroduisant le programme Il Processo di Biscardi avec la même formule et le même nom, puis en 1996 il rejoint Telemontecarlo. Son programme phare continue sur le canal avant qu'il ne devienne, à partir de 2001, La7.
En 2005, avec la naissance de la chaîne terrestre numérique La7, Biscardi en devient le directeur du sport et conjointement réalisateur d'un canal numérique terrestre appelé La7 Sport fondé en août 2005 puis fermé en avril 2007.
En mai 2006, des extraits de conversations téléphoniques interceptées entre Biscardi et Luciano Moggi ont été révélés. Dans le climat du scandale qui a été connu sous le nom de Calciopoli, il a été révélé que le responsable de la Juventus avait demandé à Biscardi de dire certaines informations au cours de sa transmission télévisée. Biscardi rejoint la liste des mis en examen en juillet 2007, avant que son dossier soit classé sans suite. Dans l'intervalle, Biscardi a quitté La7 en mai 2006 et rejoint avec son programme une nouvelle chaîne, 7 Gold. En septembre 2006, l'Ordre des journalistes italiens après une confrontation musclée, lui impose une suspension de 6 mois, au terme de celle-ci, Biscardi quitte l'organisation.
Aldo Biscardi meurt à Rome le 8 octobre 2017 à l'âge de 86 ans.

## Filmographie partielle

### Au cinéma
- 1998 : Paparazzi de Neri Parenti